# 855
| 855                |
| ------------------ |
| Dødsfald - Fødsler |
|                    |

| Gregoriansk kalender | 855 DCCCLV              |
| Ab urbe condita      | 1608                    |
| Armensk kalender     | 304 ԹՎ ՅԴ               |
| Kinesiske kalender   | 3551 – 3552 甲戌 – 乙亥 |
| Etiopisk kalender    | 847 – 848               |
| Jødisk kalender      | 4615 – 4616             |
| Hindukalendere       |                         |
| - Vikram Samvat      | 910 – 911               |
| - Shaka Samvat       | 777 – 778               |
| - Kali Yuga          | 3956 – 3957             |
| Iransk kalender      | 233 – 234               |
| Islamisk kalender    | 240 – 241               |

## Dødsfald
- 17. juli – Pave Leo 4. (født 790)

| År | Spire Denne artikel om et år, årti, århundrede eller årtusinde er en spire som bør udbygges. Du er velkommen til at hjælpe Wikipedia ved at udvide den. |